# Boronia ovata
Boronia ovata är en vinruteväxtart som beskrevs av John Lindley. Boronia ovata ingår i släktet Boronia och familjen vinruteväxter. Inga underarter finns listade i Catalogue of Life.